# Geastrum arenarium
Geastrum arenarium är en svampart som beskrevs av Lloyd 1907. Geastrum arenarium ingår i släktet jordstjärnor och familjen jordstjärnor.   Inga underarter finns listade i Catalogue of Life.